# Betty Bradley
Betty Bradley (* 1920 in New York City; † 1989 ebenda) war eine US-amerikanische Sängerin, die in der Swing-Ära der 1940er Jahre auf sich aufmerksam machte. In den Jahren der Zusammenarbeit mit Bob Chester und seinem Orchester feierte sie ihre größten Erfolge. Dank der Biografie der Soziologin Donna Gaines sind die nachfolgenden Details aus dem Leben ihrer Mutter bekannt geworden.

## Karriere
Ausgangspunkt der Karriere Betty Bradleys war 1932 der Auftritt in der Major Bowes' Original Amateur Hour, einer Talentschmiede aus der Stars wie Frank Sinatra oder Fred Astaire hervorgingen. Ihren ersten professionellen Auftritt hatte sie dann 1939 mit Gray Gordon and His TicToc Orchestra. Allerdings hielt der Vertrag nicht lang. Nachdem sie bei Auftritten Grimassen schnitt, wurde sie kurzerhand gefeuert. Ohnehin fand sie dessen Musik für ihren Geschmack zu schnulzig und wechselte im gleichen Jahr zum Orchester von Bob Chester, der ihren Jazz- und Swing Ambitionen eher entsprach. In den nächsten Jahren war sie ständig auf Konzertreise, trat in Nachtclubs und Tanzpalästen wie dem New Yorker Latin Quarter, dem Chicago Theater oder dem Earle in Philadelphia auf und verbuchte in den einschlägigen Zeitschriften wie dem Billboard positive Kritiken. Neben zahlreichen Radioauftritten, etwa in den Radioshows von Rudy Vallee, gelangen ihr auch kleinere Ausflüge ins Filmgeschäft.
Nach rund 12 Jahren beendete sie ihre Karriere als professionelle Sängerin – zum Leidwesen ihres Förderers Milton Berle – zu einem Zeitpunkt, wo der Karrieresprung in die Fernsehlandschaft zum Greifen nahe war. In der Arbeit mit dem Comedian und Showallrounder hatte sie in gemeinsamen Auftritten gezeigt, dass ihre Qualitäten deutlich über die schon beachtliche Gesangsleistung hinausreichten. Nach der Aussage ihrer Tochter Donna Gaines hätte sie vielleicht so berühmt werden können wie Rosemary Clooney oder sogar Doris Day. Nach ihrem Rückzug aus dem öffentlichen Leben trat sie in den 90er Jahren noch einmal in einer TV-Show von Joe Franklin auf.

## Privates
1949 heiratete Betty Bradley Herbert Denmark, den sie schon als Teenager kannte. Dieser zweiten Ehe vorausgegangen war eine gerade geschiedene, kurze Verbindung, die sie 1946 mit einem unbekannten Roadie von Bob Chester einging. Das Glück hielt nicht lange an, denn schon 1951 verstarb ihr Ehemann im gleichen Krankenhaus, indem nur einen Monat zuvor die gemeinsame Tochter Donna Gaines zur Welt kam. Betty Bradley heiratete danach noch zweimal, verlor aber mit Herbert Denmark den Mann ihres Lebens. 1954 ging sie mit Arthur Gaines in die Ehe, der zehn Jahre darauf verstarb. Mit dem Musiker Murray 'Dom' Gottesman fand sie ab 1965 in dritter Ehe ein neues Glück. Er begleitete sie fürsorglich bis zu ihrem Tod. In den 70er Jahren erkrankte Betty Bradley an Brustkrebs, überstand die Krankheit zunächst und engagierte sich in den Folgejahren sehr stark für Frauen, die unter dem Stigma der Brustkrebserkrankung litten. Ende der 80er Jahre kehrte der Krebs zurück. Sie erlag der Krankheit 1989 in New York.
Der Ehe mit Herbert Denmark zuliebe beendete Betty Bradley 1951 ihre Karriere als professionelle Sängerin. Doch das Singen gab sie nie auf. Sie sang privat, auf Wohltätigkeitsveranstaltungen und auch noch an ihrem letzten Tag.

## Film- und Diskografie

### Filme
- 1940: Der Auslandskorrespondent
- 1944: Trocadero
- 1945: The Moon of Mona Koora

### Schallplatten (Auswahl)
- 1939: Why Don't You Try Your Love On Me (Victor 26253-B)
- 1941: Clap Your Hands On the After Beat (Bluebird B-11172-A)
- 1941: Feed The Kitty (Bluebird B-11100-B)
- 1941: My Ship (Bluebird B-11043-A)
- 1941: This Love Of Mine (Bluebird B-11316-B)
- 1941: Winter Weather (Bluebird B-11405-A)
- 1941: There Goes That Song Again (Bluebird B-11227-B)
- 1942: (Nobody Knows Better Than I) He's My Guy (Bluebird B-11562-A)
- 1942: Who Do You Think You Are (Standard T-2048-B)
- 1944: Together (Hit 7089)
- 1944: Where You Are (Hit 7089)
- 1945: Summertime (Jewel J-1002)
- 1946: Welcome To My Dreams / The Gypsy (Jewel J-1003)
- 1947: Wait Till The Sun Shines Nellie (RCA Victor 20-2629-A)